# Décès en 1397
Décès
- 1393
- 1394
- 1395
- 1396
- 1397
- 1398
- 1399
- 1400
- 1401

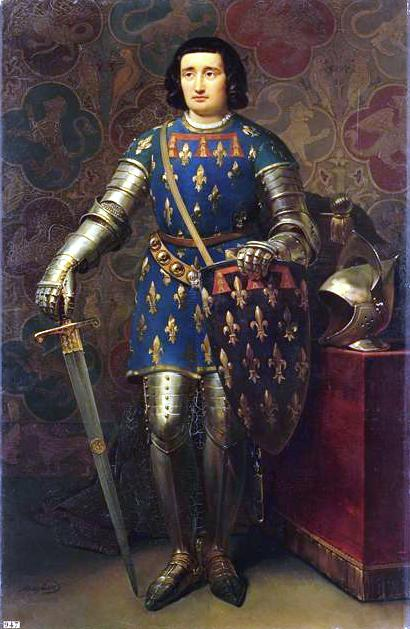
Philippe d'Artois, mort en 1397.

Cette page dresse une liste de personnalités mortes au cours de l'année 1397 :
- 2 janvier : Marcolin de Forlì, dit Marcolin de Forlì, religieux dominicain, moine de l'ordre des prêcheurs au couvent de Forlì en Italie.
- 11 janvier : Skirgaila, régent du Grand-duché de Lituanie pour le compte de son frère Jogaila.
- 21 janvier : Albert II de Bavière,  duc de Bavière.
- 18 février : Enguerrand VII de Coucy, seigneur de Coucy, de Marle, de La Fère, de Crécy-sur-Serre, d’Oisy, comte de Soissons et d'Albemarle et Bedford en Angleterre.
- 14 mars : Henri VIII le Moineau, duc de Żagań–Głogów.
- 27 mars : Louis d'Orléans, conseiller du parlement de Paris, maître des enquêtes et évêque de Poitiers, puis de Beauvais.
- Avril : Guy VI de la Trémouille, dit le Vaillant, Grand Chambellan, à Rhodes, Grèce[1].
- 25 avril : Thomas Holland, 2e comte de Kent.
- 8 mai : Nicolas de Holstein-Rendsbourg, comte titulaire de Schauenbourg.
- 3 juin : William Montagu, 2e comte de Salisbury.
- 16 juin : Philippe d'Artois, comte d'Eu, pair et connétable de France.
- 3 juillet : Jean Le Mercier, seigneur de Nouvion, est un seigneur et capitaine, conseiller des rois Charles V et Charles VI.
- 15 juillet : Catherine de Henneberg, margravine de Misnie et landgravine de Thuringe.
- 26 juillet : Éric de Mecklembourg, duc corégent de Mecklembourg et prince héritier de Suède.
- 7 août : Othon III de Grandson, poète et chevalier du Pays de Vaud, capitaine à la cour d'Angleterre.
- 8 août: Bonabes II de Rochefort, évêque de Nantes.
- 16 août : Philippe d'Alençon, évêque de Beauvais, archevêque de Rouen, patriarche titulaire latin de Jérusalem, administrateur de l'archevêché métropolitain d'Auch, patriarche d'Aquilée et cardinal français.
- 2 septembre : Francesco Landini, compositeur, organiste, chanteur, poète et créateur d'instruments italien.
- 8 ou 9 septembre : Thomas de Woodstock, douzième et dernier enfant du roi d'Angleterre Édouard III et de la reine Philippa de Hainaut, comte d'Essex, comte de Buckingham, duc de Gloucester et duc d'Albemarle.
- 30 octobre : Péronnelle de Thouars, 30e vicomtesse de Thouars.
- 3 décembre : Thomas Hungerford, parlementaire anglais, premier président de la Chambre des communes.
- 22 décembre : Guy II de Blois-Châtillon, comte de Blois et de Dunois, seigneur de Soissons et de Beaumont.

- Antoine IV de Constantinople, patriarche de Constantinople.
- Francesco Ier Crispo, duc de Naxos.
- Jean II de Bavière, duc de Bavière.
- Gui VI de La Trémoille,  dit le Vaillant, grand chambellan héréditaire de Bourgogne et favori du duc Philippe le Hardi, qui le fait seigneur de Jonvelle.
- Henri de Marle, seigneur de Marle.
- Albert Ier de Mecklembourg-Stargard, duc de Mecklembourg-Stargard.
- Étienne de Montfaucon, seigneur de Montfaucon et comte de Montbéliard.
- Guillaume Ier de Narbonne, vicomte de Narbonne.
- Hippolyte de Saint-Alphon, troubadour et poète poitevin.
- Muhammad II, cinquième roi de l'Empire Bahmanide.
- Calliste II Xanthopoulos, patriarche de Constantinople.

date incertaine (vers 1397)
- Jean comte de Saint-Pol.

## Crédit d'auteurs
- Cet article est partiellement ou en totalité issu de l'article intitulé « 1397 » (voir la liste des auteurs).